# Lepidodexia flavipes
Lepidodexia flavipes är en tvåvingeart som beskrevs av De Souza Lopez 1983. Lepidodexia flavipes ingår i släktet Lepidodexia och familjen köttflugor.
Artens utbredningsområde är Ecuador. Inga underarter finns listade i Catalogue of Life.